# Tignécourt
Tignécourt és un municipi francès, situat al departament dels Vosges i a la regió del Gran Est. L'any 2007 tenia 110 habitants.

## Demografia

### Població
El 2007 la població de fet de Tignécourt era de 110 persones. Hi havia 52 famílies, de les quals 20 eren unipersonals (12 homes vivint sols i 8 dones vivint soles), 16 parelles sense fills, 12 parelles amb fills i 4 famílies monoparentals amb fills.
La població ha evolucionat segons el següent gràfic:
Habitants censats

### Habitatges
El 2007 hi havia 77 habitatges, 54 eren l'habitatge principal de la família, 17 eren segones residències i 5 estaven desocupats. 75 eren cases i 2 eren apartaments. Dels 54 habitatges principals, 45 estaven ocupats pels seus propietaris, 5 estaven llogats i ocupats pels llogaters i 4 estaven cedits a títol gratuït; 5 tenien dues cambres, 14 en tenien tres, 8 en tenien quatre i 27 en tenien cinc o més. 47 habitatges disposaven pel capbaix d'una plaça de pàrquing. A 34 habitatges hi havia un automòbil i a 10 n'hi havia dos o més.

### Piràmide de població
La piràmide de població per edats i sexe el 2009 era:
| Homes | Edats   | Dones |
| ----- | ------- | ----- |
| 0     | 95 o +  | 0     |
| 0     | 90 a 94 | 0     |
| 0     | 85 a 89 | 4     |
| 4     | 80 a 84 | 4     |
| 0     | 75 a 79 | 4     |
| 4     | 70 a 74 | 8     |
| 8     | 65 a 69 | 4     |
| 0     | 60 a 64 | 8     |
| 0     | 55 a 59 | 4     |
| 4     | 50 a 54 | 0     |
| 4     | 45 a 49 | 4     |
| 0     | 40 a 44 | 4     |
| 8     | 35 a 39 | 0     |
| 0     | 30 a 34 | 0     |
| 4     | 25 a 29 | 4     |
| 0     | 20 a 24 | 8     |
| 4     | 15 a 19 | 4     |
| 0     | 10 a 14 | 0     |
| 0     | 5 a 9   | 0     |
| 4     | 0 a 4   | 0     |

## Economia
El 2007 la població en edat de treballar era de 64 persones, 48 eren actives i 16 eren inactives. De les 48 persones actives 42 estaven ocupades (22 homes i 20 dones) i 6 estaven aturades (3 homes i 3 dones). De les 16 persones inactives 7 estaven jubilades, 7 estaven estudiant i 2 estaven classificades com a «altres inactius».

### Ingressos
El 2009 a Tignécourt hi havia 51 unitats fiscals que integraven 100 persones, la mediana anual d'ingressos fiscals per persona era de 15.573 €.

### Activitats econòmiques
Dels 3 establiments que hi havia el 2007, 1 era d'una empresa extractiva, 1 d'una empresa de fabricació d'altres productes industrials i 1 d'una empresa de comerç i reparació d'automòbils.
L'any 2000 a Tignécourt hi havia 8 explotacions agrícoles que ocupaven un total de 428 hectàrees.

## Poblacions més properes
El següent diagrama mostra les poblacions més properes.